# Crocallis triangulata
Crocallis triangulata är en fjärilsart som beskrevs av Adolf G. Closs 1920. Crocallis triangulata ingår i släktet Crocallis och familjen mätare. Inga underarter finns listade i Catalogue of Life.